# Abú Raita de Tikrit
Abú Raita (en árabe Ḥabīb ibn Hidmah Abū Rā'iṭah al-Takrītī) fue un teólogo cristiano en lengua árabe, perteneciente a la Iglesia ortodoxa de Siria o Iglesia jacobita, nacido en Tikrit hacia 775 y fallecido hacia 835.

## Elementos biográficos
Como indica su nombre, presente en los manuscritos de sus obras, era natural de Tikrit, por aquel entonces un importante centro de la Iglesia ortodoxa de Siria en Mesopotamia, sede de los mafrianos. Fue uno de los primeros escritores cristianos en utilizar el árabe, pero algunos detalles lingüísticos llevan a pensar que su lengua madre debió ser el siríaco. Su sobrenombre «Abú Raita» debe interpretarse posiblemente como «padre de una hija llamada Raita», lo que indicaría que estaba casado, que era padre de al menos una hija y que no tenía otros hijos varones supervivientes. Contra lo que tradicionalmente se ha creído, es probable que no fuera  obispo, sino lo que se conoce como mallpono en siríaco, o vardapet en los textos armenios, es decir, doctor en teología y persona de consulta en esta disciplina.
Solo hay dos fechas de su biografía que se conocen con alguna certeza. Por un lado, hacia 815, envió a su pariente el archidiácono Nonnos de Nisibe para que lo representara en un debate con el teólogo melquita Teodoro Abucara en la corte del príncipe armenio (išxan) Achot Msaker (llamado «Achot el Carnívoro»). Dos de los textos conservados de Abú Raita (Sobre la unión y Sobre el Trisagio) están dedicados al príncipe. En el primero, escribe esto: «Vuestra carta, Excelencia, me llega mientras estoy encadenado, preso, impedido de correr a ponerme a vuestras órdenes y a vuestro lado. Seguramente esta adversidad viene de Dios: la maldad que me rodea me obstaculiza y me quejo a Dios de mi infortunio, pero no encuentro a nadie que me ayude, y por ello he decidido enviaros [...] al diácono Ilyān, mi pariente» (Sobre la unión, 2). No se sabe cómo deben interpretarse las dificultades a las que se refiere, si en sentido literal o en sentido figurado: ¿padecía alguna enfermedad crónica? ¿estaba de verdad en prisión? El cronista Vardan Areveltsi cuenta que «En esta época, un obispo de nombre Apikuṙa [i.e., Teodoro Abucara] visitó a Achot e intentó convertirlo al credo de Calcedonia. Cuando Buret [i.e., Abú Raita], un vardapet de Mesopotamia, se enteró de ello, envió al diácono Nana, quien llegó y sostuvo una disputa con Apikuṙa, a quien venció por la fuerza del Espíritu Santo. Así el išxan derrotó a Apikuṙa y se reforzó más aún en la fe de san Gregorio».
El segundo acontecimiento de su biografía datable con precisión es su participación en el sínodo de Reshaina (Ras al-Ayn) en 827/828, que acabó con la deposición del obispo metropolitano Filoxeno de Nísibe. Este es el relato de Miguel el Sirio: «En aquel año, un sínodo de cuarenta obispos se reunió con el patriarca Mor Dionisios en el monasterio de Asfoulos, cerca de Reshaina, para tratar de Filoxeno de Nísibe, quien había abandonado su sede episcopal. Los que llevaban las acusaciones contra él eran su archidiácono Nonnos de Nísibe y Abú Raita de Tikrit, dos sabios y filósofos. Cuando Fiiloxeno fue convocado ante el sínodo, no se presentó y regresó sin permiso a Nísibe. El sínodo impuso entonces un anatema a Abiram [i.e., Abraham de Qartamin, cismático] y a Filoxeno, vinculando a ambos» (Crónica, III/50, IV/507). Se incluye una carta de Dionisios de Tell-Mahré precisando que los obispos tardaron seis años en tomar una decisión, lo que sitúa las acusaciones de los dos mallponé en 822.
En el manuscrito de un texto de Abú Raita titulado Defensa del cristianismo por el uso de la razón (Ms Sbath 1017, siglo XV, egipcio), se menciona el nombre «Ṯumāmah», es decir Abū Ma'an Ṯumāmah ibn al-Ašras an-Numaryī al-Baṣrī, célebre teólogo musulmán de tendencia mu'tazili, muerto en 828. A pesar del carácter tardío y aislado de esta mención, debe considerarse auténtica, dado que Ṯumāmah no era tan conocido como para que un copista egipcio cristiano del siglo XV pudiera inventarla. Varios de los textos de Abú Raita (sobre todo los tratados Sobre la Trinidad y Sobre la Encarnación) parecen proceder de las conversaciones y debates que tenían lugar en aquellos tiempos en Bagdad entre musulmanes, judíos y cristianos de diferentes tendencias.

## Obras
Los escritos de Abú Raita pueden dividirse en dos grupos: las refutaciones de posiciones teológicas de las dos tendencias cristianas competidoras, la Iglesia melquita y la Iglesia nestoriana, y las respuestas a preguntas y acusaciones formuladas por los musulmanes contra el cristianismo. Esta segunda categoría está formada sobre todo por cartas dirigidas a sus correligionarios para indicarles cómo responder a los musulmanes. El método utilizado es de orden filosófico, dado que los musulmanes no aceptaban la autenticidad de las Escrituras canónicas cristianas: trata, por tanto, de partir de puntos en común con ellos para luego extraer conclusiones lógicas a favor de la enseñanza cristiana.
El tratado Defensa del cristianismo por el uso de la razón es una respuesta directa a un teólogo musulmán, Ṯumāmah. Los argumentarios antimusulmanes se encuentran en los tratados Sobre la Santa Trinidad, Sobre la Encarnación, Sobre la prueba de la religión cristiana y la prueba de la Santa Trinidad, los Testimonios de las palabras de la Torá, de los Profetas y de los Santos y un texto muy breve, Sobre la demostración de la verosimilitud del cristianismo. Pertenecen a la polémica entre Iglesias cristianas los dos textos dirigidos a Achot Msaker (Sobre la unión y Sobre el Trisagio), otro texto Sobre el Trisagio y una Refutación de los argumentos de los melquitas. Existen también citas de otros dos o tres tratados de Abú Raita (sobre la Trinidad, la Encarnación y las prácticas cristianas) en una compilación titulada Extractos del Libro de la confesión de los padres. Y se conoce también una crónica, de otro autor, sobre un debate sobre la cristología en el que participó Abú Raita.

## Ediciones
- Georg Graf (ed.), Die Schriften des Jacobiten Habib ibn Hidma Abu Ra'ita, CSCO 130-131, Script. Arab. 14-15, Lovaina, 1951 (árabe y alemán).